# Deepika Weerabahu
Deepika Dilhani Kumari W Mudiyanselage Weerabahu (ur. 14 marca 1993) – lankijska zapaśniczka walcząca w stylu wolnym. Czwarta na igrzyskach Wspólnoty Narodów w 2018. Zajęła dziesiąte miejsce na mistrzostwach Azji w 2017. Złota medalistka Igrzysk Azji Południowej w 2019 i srebrna w 2016 roku.